# 박준우 (1953년)
박준우(朴晙雨, 1953년 5월 7일 ~  2024년 12월 12일)은 대한민국의 외교관이다. 박근혜 정부 대통령비서실 정무수석비서관을 역임하였다.

## 학력[1]
- 1976년: 서울대학교 법학 학사.
- 1978년: 서울대학교 대학원 국제법 석사.
- 1986년: 존스홉킨스대학교 대학원 국제관계 S.A.I.S. 석사

## 경력[2]
- 세토포럼 고문
- 한-영국·영연방 의회외교포럼 자문위원
- 2015년 6월 : 세종연구소 이사장.
- 2015년 2월 : 세종재단 이사장.
- 2013년 8월 ~ 2014년 6월 : 대통령비서실 정무수석.
- 2008년 9월 ~ 2011년 2월 : 주벨기에·유럽 연합 대한민국 대사관 대사(차관급).
- 2006년 12월 : 외교통상부 기획관리실 실장.
- 2006년 3월 ~ 2006년 12월 : 주싱가포르 대사관 대사.
- 2005년 ~ 2006년 : 외교통상부 장관특별보좌관.
- 2004년 ~ 2005년 : 외교통상부 아시아태평양국 국장.
- 1996년 ~ 1997년 : 대통령비서실 외교비서실 국장.
- 1996년 ~ 1997년 : 대통령비서실 외교비서실 행정관.
- 1994년 ~ 1996년 : 주일본 대사관 정무과장.
- 1992년 ~ 1994년 : 주핀란드 참사관.
- 1978년 : 외교부 입부(제12회 외무고등고시).